# Збірро (сир)

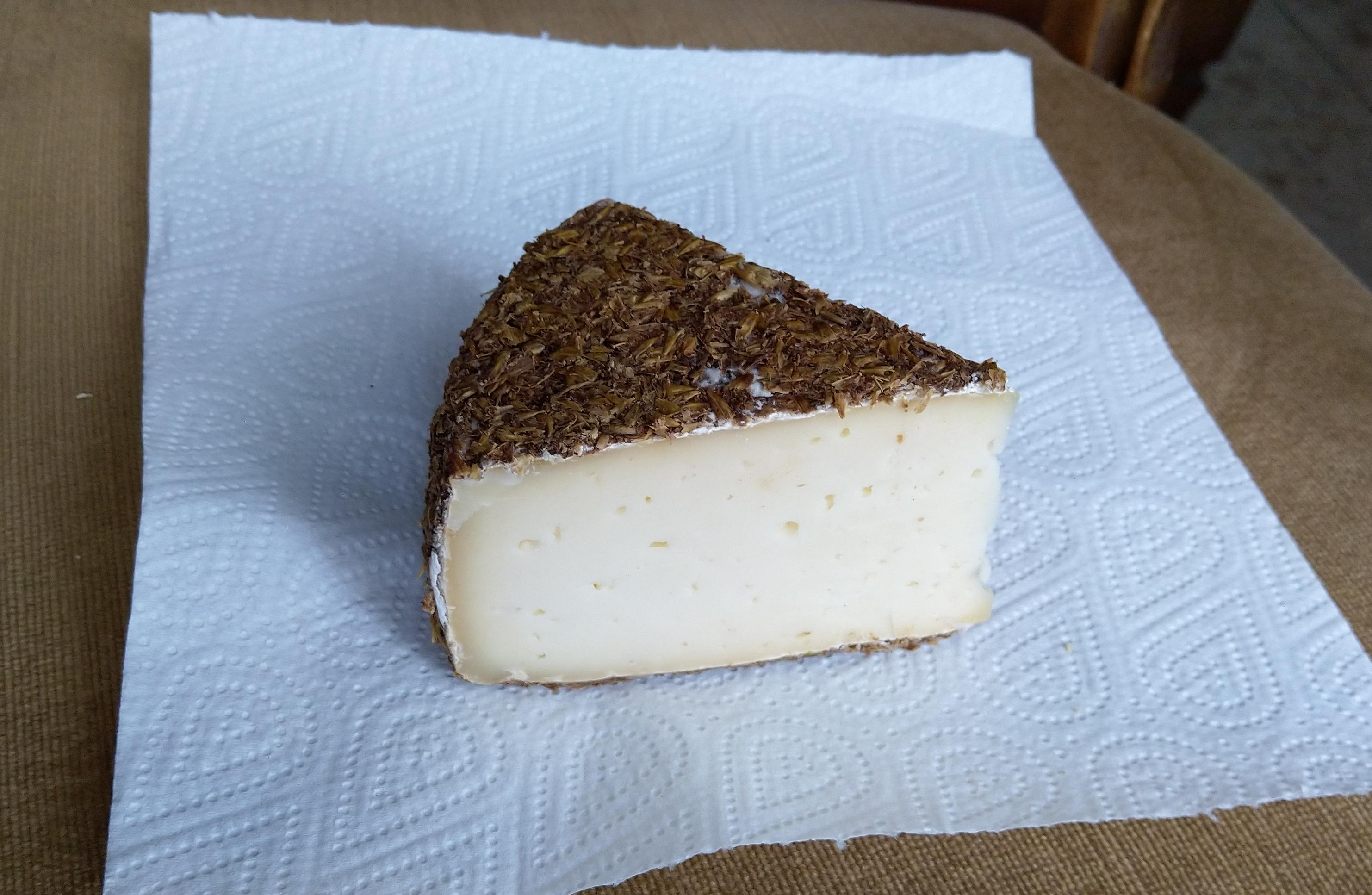
Збірро

Збірро («італ. Sbirro») — італійський напівтвердий сир з коров'ячого молока, виробляється у регіоні П'ємонт. Сир має дещо провокативну назву, бо словом «sbirro» в Італії на жаргоні зневажливо називають поліцейських.

## Історія
Сир був створений завдяки співпраці пивної компанії італ. Birra Menabrea di Biella та компанії з виробництва сирів італ. Botalla Formaggi з міста Б'єлла.

## Технологія виробництва
Молоко збирають з корів, які пасуться на пасовищах, прилеглих до ферми. Породи, що виробляють молоко — італ. Bruna Alpina та італ. Rossa Pezzata. Після формування голів сиру до них додається пиво італ. Menabrea, а також солод, який раніше використовувався для виробництва пива, його кладуть на скоринку сиру. Це надає сиру унікального смаку та аромату під час дозрівання. Дозрівання відбувається в природних льохах щонайменше 3 місяці.

## Характеристика сиру
Розмір голів сиру 1,7—1,8 кг. Сир еластичний, має невеликі «дірочки». Колір блідий, білувато-сіруватий або жовтуватий. Скоринка вкрита лушпинням з ячменю. Сир має інтенсивний та стійкий аромат з нотками дріжджів, ніжний смак, присмак гіркого хмелю.

## Вживання
Скоринка сиру неїстівна. Збірро вживають як самостійну страву або як закуску до пива. Він відмінно поєднується з італійським пивом Lager або Falanghina. Також він може додаватись у страви, такі як піца та ризото.